# Trupanea chilensis
Trupanea chilensis är en tvåvingeart som först beskrevs av Macquart 1843.  Trupanea chilensis ingår i släktet Trupanea och familjen borrflugor. Inga underarter finns listade i Catalogue of Life.